# Izaiah Brockington
Izaiah Antoine Brockington (Towson, 12 luglio 1999) è un cestista statunitense, professionista nella NBA.

## Carriera
Dopo aver trascorso la carriera universitaria tra i St. Bonaventure Bonnies, i Penn State Nittany Lions e gli Iowa State Cyclones, il 13 settembre 2022 viene firmato dai New Orleans Pelicans, venendo tuttavia subito tagliato. Il 13 marzo 2023 viene tesserato dai Birmingham Squadron, franchigia di NBA G League affiliata ai Pelicans, con cui resta anche nella stagione successiva; il 3 marzo 2024 viene firmato dai New Orleans Pelicans.